# Gérard Bertouille
Gérard Victor Joseph Ghislain Bertouille (Doornik, 26 mei 1898 – Elsene, 12 december 1981) was een Belgisch componist.
Hij werd geboren binnen het weversgezin van Victor Leandre Antoine Joseph Bertouille en Romaine Aline Juliette Wattiez.
Het zag er niet naar uit dat hij in de muziekwereld zou belanden. Hij volgde eerst een studie rechten en filosofie. Hij bracht de muziek autodidactisch bij. Van 1934 tot 1936 pakte hij de muziek serieuzer aan met lessen bij Francis de Bourguignon (harmonieleer en contrapunt), Armand Marsick  (orkestratie), Jean Absil en André Souris (compositieleer). Zijn werk is grotendeels tonaal met hier en daar een dissonant.
Enkele werken:
- Requiem des hommes d'aujourd'hui (1950)
- Fantaisie pour orchestre (1958)
- Prélude et fugue
- drie symfonieën (1938, 1955 en 1957)
- Pasacaille
- Fantaise
- twee vioolconcerten (1942, 1960)
- twee pianoconcert (1946, 1953)
- een drietal kwartetten
- Concertino voor vier klarinetten

- Gemeinsame Normdatei: 103817964
- International Standard Name Identifier: 0000 0000 6314 1004
- Library of Congress Control Number: nr89002241
- MusicBrainz: 8a320602-5037-4acd-9727-a7f7b2c2dc99
- Nationale Bibliotheek van Tsjechië: mzk2011670641
- Nationale bibliotheek van Australië: 35366940
- Nationale Bibliotheek van Israël: 987012501960705171
- Nationale Bibliotheek van Polen: a0000002941903
- Nederlandse Thesaurus van Auteursnamen: 191305057
- Système universitaire de documentation: 262028468
- Trove: 927438
- Virtual International Authority File: 44141998
- WorldCat: E39PBJdrMWw3HyjXWKJ3gf6dwC